# Minstrel in the Gallery
Minstrel in the Gallery ("El trovador en la galería") es el octavo álbum de la banda de rock Jethro Tull, que fue lanzado en 1975. Es considerado por muchos de sus fanes como una de sus mejores obras [cita requerida], junto con Aqualung, Thick as a Brick y Songs from the Wood. Llegó al séptimo puesto en las listas de Billboard.
Este disco, con reminiscencias medievales, como Thick as a Brick, muestra un aire introspectivo y cínico. En la época se había divorciado Ian Anderson de su primera esposa, Jennie Franks, En el momento de las grabaciones del álbum hubo presiones y frustraciones al grabarlo en Montecarlo.
El título hace referencia a las galerías de trovadores (minstrel's galleries), habituales en los salones principales de los castillos o granjas antiguas, destinadas a que los músicos tocaran sus melodías, ocultos de la vista de los comensales. Cinco de los siete temas están formados por canción y relato.
Fue remasterizado en noviembre de 2002, y se le agregaron cinco bonus tracks, incluyendo versiones en vivo de dos canciones y la composición instrumental orquestal "Pan Dance".
El álbum se complementó con el single Minstrel in the Gallery (Chrysalis, 1975), que incluía en la cara A el tema homónimo, "Minstrel in the Gallery", y, en la cara B "Summerday Sands". Este último tema no se volvió a reeditar hasta 1988, en que fue incluido en el álbum recopilatorio 20 Years of Jethro Tull.

## Puesto en las listas de éxitos
- Puesto en las listas de EE. UU.: 7.
- Puesto en las listas de UK: 20.

## Lista de temas
| #  | Título                                 | Autor                         | Tiempo |
| -- | -------------------------------------- | ----------------------------- | ------ |
| 1. | "Minstrel in the Gallery"              | (Ian Anderson / Martin Barre) | 8:13   |
| 2. | "Cold Wind to Valhalla"                | (Ian Anderson)                | 4:19   |
| 3. | "Black Satin Dancer"                   | (Ian Anderson)                | 6:52   |
| 4. | "Requiem"                              | (Ian Anderson)                | 3:45   |
| 5. | One White Duck / 010 = Nothing at All" | (Ian Anderson)                | 4:37   |
| 6. | "Baker St. Muse"                       | (Ian Anderson)                | 16:39  |
| 7. | "Grace"                                | (Ian Anderson)                | 0:50   |

### Bonus tracks
| #  | Título                              | Autor          | Tiempo |
| -- | ----------------------------------- | -------------- | ------ |
| 1. | "Summerday Sands"                   | (Ian Anderson) | 3:44   |
| 2. | "March the Mad Scientist"           | (Ian Anderson) | 1:48   |
| 3. | "Pan Dance" (instrumental)          | (Ian Anderson) | 3:25   |
| 4. | "Minstrel in the Gallery" (en vivo) | (Ian Anderson) | 2:11   |
| 5. | "Cold Wind to Valhalla" (en vivo)   | (Ian Anderson) | 1:32   |

## Intérpretes

### Jethro Tull
- Ian Anderson: voz, flauta, guitarra acústica y producción.
- Martin Barre: guitarra (eléctrica).
- Barriemore Barlow: batería y percusión.
- John Evan: órgano y piano.
- Jeffrey Hammond-Hammond: bajo.

### Otros músicos
- Rita Eddowes: violín.
- Elizabeth Edwards: violín.
- Patrick Halling: violín.
- Bridget Procter: violín.
- Katharine Tullborn: chelo.

### Otros créditos
- David Palmer: arreglos de orquesta.
- Brian Ward: fotografía.
- Ron Kriss: arte de tapa.
- J.E. Garnett: arte de tapa.
- Robin Black: ingeniero.
- Imagen de la portada: detalle del grabado "Christmas revels at Haddon Hall, Derbyshire", ilustración del Volumen I (1839) de Mansions of England in the Olden Time, de Joseph Nash. https://upload.wikimedia.org/wikipedia/commons/b/b8/Christmas-revels-haddon-hall-joseph-nash-mansions-1839.jpg